# Пономаренко Марфа Федотівна
Ма́рфа Федо́тівна Пономаре́нко (нар. 29 червня 1926 — пом.  грудень 2015) — радянський український режисер монтажу.

## Життєпис
Народилася 1926 року в родині робітника. 
Працювала на Київській кіностудії ім. О. П. Довженка. 
Режисер монтажу фільмів Сергія Параджанова, Леоніда Осики.
Була членом Національної Спілки кінематографістів України.

## Фільмографія
Брала участь у створенні художніх фільмів:
- «Українська рапсодія» (1960)
- «Їхали ми, їхали...» (1962)
- «Квітка на камені» (1962)
- «Тіні забутих предків» (1964)
- «Та, що входить у море» (1965)
- «Камінний хрест» (1968)
- «Колір граната» (1968)
- «Захар Беркут» (1971)
- «Лаври» (1972)
- «Дід лівого крайнього» (1973)
- «Ральфе, здрастуй!» (1975, т/ф)
- «Тривожний місяць вересень» (1976)
- «Театр невідомого актора» (1976)
- «Море» (1978)
- «Якщо ти підеш...» (1978)
- «Мужність» (1980, т/ф, 7 с)
- «…Якого любили всі» (1982)
- «Ще до війни» (1982, т/ф)
- «Вклонись до землі» (1985)
- «Етюди про Врубеля» (1989)
- «Подарунок на іменини» (1991) та ін.